# Sfumato
Sfumato je risarski in slikarski postopek, pri katerem slikar zabriše konture ter s finimi, mehkimi prehodi doseže učinek atmosfere.
Je tudi eden od štirih cerkvenih načinov slikanja v obdobju renesanse (drugi trije načini so: Cangiante, Chiaroscúro in Unione).
Beseda sfumato prihaja iz italijanščine »sfumare«, kar pomeni »zadimljen« ali »zamegljen«.
Najpomembnejši slikar, ki je uporabljal tehniko sfumato, je Leonardo da Vinci. Njegovo poznano delo Mona Lisa je značilen primer tovrstne tehnike. Leonardo da Vinci opiše sfumato kot : »brez črt ali mej, zadimljeno ali izven fokusa ravnine«. Njegovo remek delo Madona v votlini, tehnika sfumato (Louvre, Pariz), narejeno v letih 1483−86, zaključi pri štiriintridesetih letih. Meglice subtilno prekrivajo osrednje like v sprednjem planu. Potok, nad katerim lebdi sopara, prihaja izza zamegljene pečine in teče mimo votline, v katero so umeščene figure.
Umetniki, ki so uporabljali tehniko sfumato, so bili študentje Leonarda da Vincija, krog slikarjev okoli Bernardina Luinija, tudi Antonio da Correggio in Funisi. Vidni pojavi v naravni, ki jih je mogoče videti v ozadju, so predstavljeni zamegljeno, svetlejše in manj izrazito, saj uporablja zračno perspektivo. Arik Brauers (1929) je avstrijski sodobni umetnik, ki še v 20. in 21. stoletju uporablja tehniko sfumato. V umetniški fotografiji so znana dela britanskega umetniškega fotografa Davida Hamiltona (1933). 